# Măiastra
Măiastra este o serie de treizeci de sculpturi de păsări în bronz și în marmură realizate de Constantin Brâncuși între anii 1910-1918. 
Măiastra este printre primele sculpturi ale lui Brâncuși în care acesta a folosit forma abstractă unei păsări. Lucrarea este inspirată de pasărea legendară a folclorului românesc Pasărea măiastră, o creatură mitică cunoscută pentru penajul de aur și cântecele fermecate. De asemenea, poate că Brâncuși a fost influențat și de baletul Pasărea de Foc cu muzica lui Igor Stravinski, bazat pe versiunea rusă a unei păsări mitice similare, care a avut premiera la Teatrul Național de Operă din Paris la 25 iunie 1910.

## Versiuni
Au fost identificate și localizate opt versiuni ale Măiestrei: trei sunt din marmură și cinci din bronz.
Unele dintre aceste sculpturi se află în muzee de top ale lumii:
- Măiastra I realizată în 1910 se află la Museum of Modern Art din New York. Sculptura din marmură albă, înaltă de 55,9 cm, este așezată pe un piedestal de calcar înalt de 177,8 cm, format din trei piese din care cea din mijloc este o dublă cariatidă.[4]
- Măiastra II este realizată în 1911 și se află din 1973 în galeria Tate Modern din Londra. Sculptura este din bronz și este așezată pe un soclu de calcar, împreună cu care are o înălțime de 90,5 cm.[5]
- Măiastra III realizată în anul 1912 se află în prezent la Muzeul Guggenheim din Veneția⁠(d). Sculptura este din bronz și este așezată pe un postament din marmură, împreună cu care are o înălțime de 73,1 cm.[3]

Măiastra este o lucrare foarte apreciată a sculptorului atât cu privire la tema zborului, dar și pentru trimiterea pe care o face la locurile și vremurile natale. 

## Vezi și
- Lista sculpturilor lui Constantin Brâncuși

## Legături externe
- en Sit web oficial despre Brâncuși
- en „Art Object Page: Măiastra”. National Gallery of Art.
- en „Collections Object: Măiastra”. Tate Modern.
- en „Collections Object: Măiastra”. MOMA.
- en „Collections Object: Măiastra”. Peggy Guggenheim Collection.